# Czajcza Góra
Czajcza Góra (Kopiec) – wzgórze o wysokości 127 m n.p.m. w południowo-zachodniej części Wzgórz Bukowych (Szczeciński Park Krajobrazowy „Puszcza Bukowa”); leży w gminie Stare Czarnowo, powiat gryfiński, województwo zachodniopomorskie.   
Wzniesienie "U-kształtne" z trzema szczycikami, porośniętymi około 120-letnią buczyną. Stoki od strony doliny Ponikwy osiągają ponad 60 m wysokości względnej. Punkty widokowe w kierunku Równiny Wełtyńskiej, obecnie przesłonięte drzewostanem. 
W pobliżu wzniesienia przebiegają  Szlak Woja Żelisława (od zachodu) i
 Szlak Równiny Wełtyńskiej i Pojezierza Myśliborskiego (od wschodu).